# Bullet with Butterfly Wings
"Bullet with Butterfly Wings" is een nummer van de Amerikaanse band The Smashing Pumpkins. Het nummer verscheen op hun studioalbum Mellon Collie and the Infinite Sadness uit 1995. Op 24 oktober van dat jaar werd het nummer uitgebracht als de eerste single van het album.

## Achtergrond
"Bullet with Butterfly Wings" is geschreven door zanger en gitarist Billy Corgan en geproduceerd door Flood, Alan Moulder en Corgan. Volgens Corgan ontstond het nummer tijdens de opnames voor het album Siamese Dream uit 1993. Hij vertelde: "Ik heb ergens een opname van ons uit 1993 waarin we het 'world is a vampire'-deel oneindig spelen." In 1995 werd het nummer pas voltooid, toen Corgan het refrein op een akoestische gitaar schreef. De regel "Can you fake it, for just one more show" refereert aan de ervaring die de band had toen zij in 1994 als hoofdact op Lollapalooza optraden; Corgan noemde dit "een oude taak". Net zoals op enkele andere nummers van het album vergelijkt Corgan zichzelf met Jezus Christus, te horen in de regel "Jesus was an only son, tell me I'm the chosen one".
"Bullet with Butterfly Wings" werd de eerste single van The Smashing Pumpkins die in de Amerikaanse Billboard Hot 100 terecht kwam, met plaats 22 als hoogste notering. Ook kwam het tot de tweede plaats in de Modern Rock Tracks-lijst en tot de vierde plaats in de Album Rock Tracks-lijst. In Canada bereikte het nummer de achttiende plaats, terwijl in het Verenigd Koninkrijk de twintigste positie werd bereikt. In Nederland en Vlaanderen kwam het nummer niet in de hitlijsten terecht, maar kreeg het toch bekendheid. In Nederland staat het nummer sinds 2016 in de Radio 2 Top 2000, met plaats 1609 in 2017 als hoogste notering. In 1997 won het nummer een Grammy Award in de categorie Best Hard Rock Performance; een jaar later zou de band deze prijs opnieuw winnen met "The End Is the Beginning Is the End".
De videoclip voor "Bullet with Butterfly Wings" werd opgenomen op 30 september 1995 in Los Angeles en werd geregisseerd door Samuel Bayer. De video is geïnspireerd door het werk van de Braziliaanse fotograaf Sebastião Salgado, en vooral door zijn foto's van goudmijnen. Tegelijk debuteerde de band hun nieuwe glamrockkleding in de video; een voorbeeld hiervan is het zwarte shirt van Corgan, waarop "Zero" (een verwijzing naar een ander nummer op het album) in zilver is geschreven, en zijn zilveren broek. Ook was het de laatste keer dat Corgan op beeld verscheen voordat hij zijn hoofd kaal scheerde. Toen aan de band gevraagd werd waarom dit nummer hun eerste videoclip zou worden, reageerde Corgan met een knipoog dat "de platenmaatschappij een onderzoek onder K-Mart-bezoekers tussen 30 en 40 jaar en dit is het nummer waar zij mee kwamen".
Covers van "Bullet with Butterfly Wings" zijn gemaakt door onder anderen Hawthorne Heights, Ill Niño, The Menzingers, Sigue Sigue Sputnik en Taking Back Sunday. Verder is het in een ietwat aangepaste versie gebruikt als titelsong voor de televisieserie Whale Wars; tevens kwam het voor in de South Park-aflevering "Whale Whores", een parodie op het programma. "Weird Al" Yankovic zong het refrein in zijn eigen nummer "The Alternative Polka". Het nummer komt tevens voor in het computerspel Guitar Hero 5, de trailer voor Dead Space 2 en de televisiereclame voor Battlefield 1. Een remix van het nummer is te horen in de trailer voor de film Rampage, en een sample is gebruikt in het nummer "The Rage" van Kid Cudi, die de film afsluit.

## NPO Radio 2 Top 2000
| Nummer met noteringen in de NPO Radio 2 Top 2000 | '16  | '17  | '18  | '19  | '20  | '21  | '22  | '23  | '24  |
| ------------------------------------------------ | ---- | ---- | ---- | ---- | ---- | ---- | ---- | ---- | ---- |
| Bullet with Butterfly Wings                      | 1823 | 1609 | 1694 | 1807 | 1755 | 1606 | 1635 | 1611 | 1707 |

1. ↑  Een vetgedrukt getal geeft de hoogste notering aan.
2. ↑  2016 was het eerste jaar met een notering voor dit nummer.